# Gabriel Farias de Lima
Gabriel Farias de Lima, noto semplicemente come Gabriel Lima (Bonito, 27 ottobre 1996), è un calciatore brasiliano, attaccante del São José-RS.

## Caratteristiche tecniche
È un centravanti.

## Carriera
Cresciuto nel settore giovanile del Remo, ha esordito in prima squadra il 16 febbraio 2017 disputando l'incontro di Coppa del Brasile perso 2-1 contro il Brusque.

## Palmarès

### Club

#### Competizioni statali
- Recopa Mineira: 1

Tombense: 2020